# De Zuid Limburgse Golf- en Countryclub Wittem

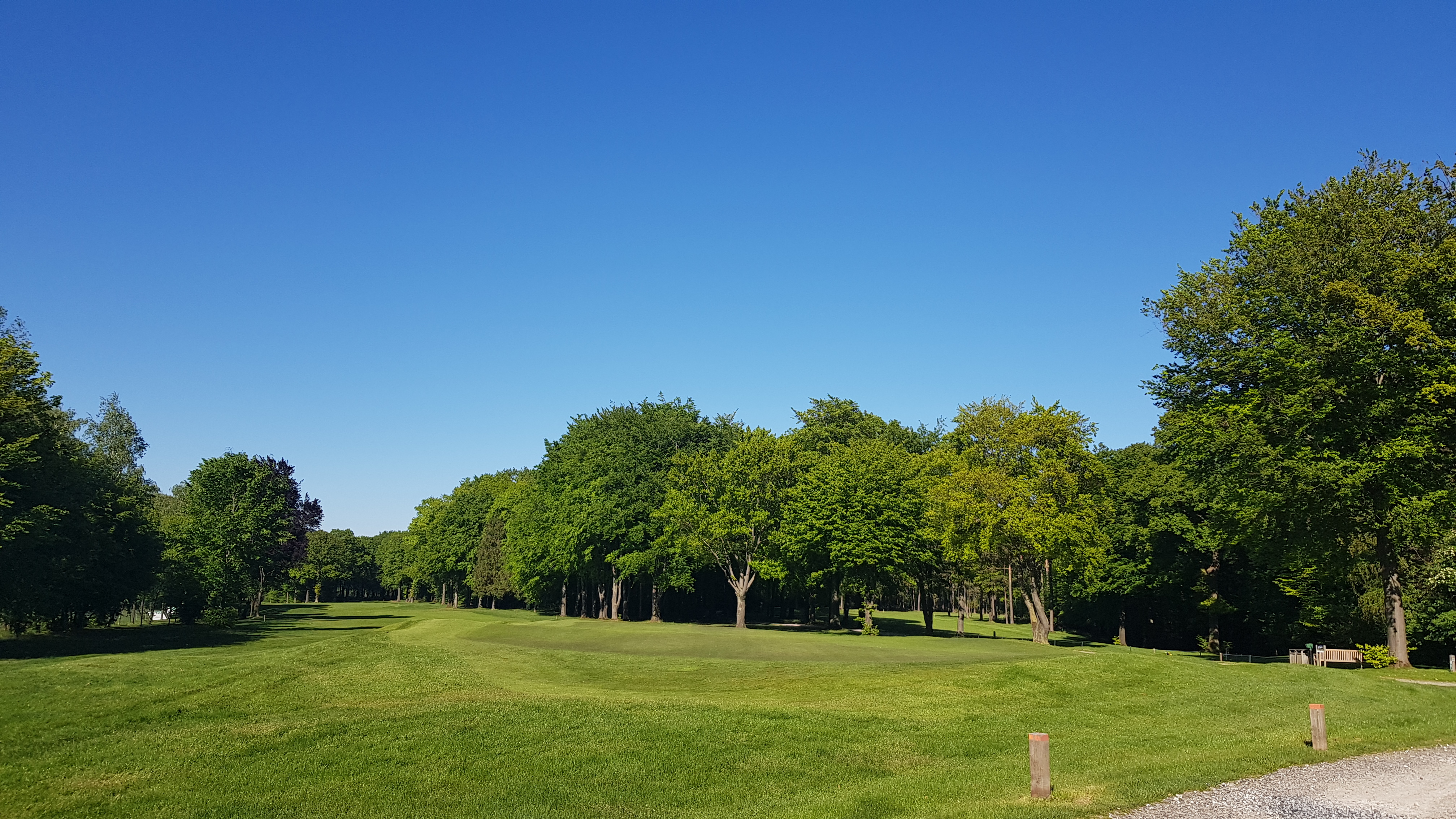
zicht op de golfbaan

De Zuid Limburgse Golf & Country Club Wittem is een Nederlandse golfclub in Gulpen-Wittem. Het heeft de hoogstgelegen golfbaan van Nederland, gelegen op ongeveer op ongeveer 200 meter boven NAP en ligt op het Plateau van Crapoel. De golfbaan wordt deels omgeven door bossen met het Wagelerbos in het noorden, het Schweibergerbos in het noordoosten en het Kruisbos in het zuidoosten.

## Geschiedenis
Plannen om een golfclub op te richten kwamen in 1954 van de directie van de Staatsmijnen. Bij het zoeken naar een goede locatie, vonden ze het natuurgebied Schweiberger- en Kruisbos. Eigenaar van dit natuurgebied was Staatsbosbeheer. De club mocht 54ha huren, waarvan ongeveer de helft grasland mocht worden, dus fairways en greens.
De baan is in 1956 aangelegd als 9-holesbaan door Golfclub Wittem. Het terrein ligt in de gemeente Gulpen-Wittem. Enkele holes door de bossen hebben smalle fairways. In 1959 werd de baan geopend. In 1992 volgde een uitbreiding naar 18 holes. Het nieuwe terrein behoorde gedeeltelijk tot de toenmalige gemeente Gulpen en de naam van de golfclub werd gewijzigd in De Zuid Limburgse Golf & Country Club Wittem.